# Саламандровое дерево
Саламандровое дерево, или бигнай (лат. Antidesma bunius) — плодовое дерево из Азии и Австралии. Согласно традиционной классификации, род Antidesma относится к семейству Молочайные, согласно же современным взглядам этот род входит в семейство Phyllanthaceae.

## Биологическое описание
Бигнай — вечнозелёное дерево высотой до 15-30 м с плотной кроной.
Листья продолговатые, тёмно-зелёные, глянцевые, с короткими черешками, длиной 10-22,5 см шириной и 5-7,5 см.
Цветки диаметром около 2 мм, невзрачные, красноватые собраны в кисти на концах ветвей или в пазухах листьев.
Плоды — круглые костянки диаметром 8 мм, собранные в гроздья, свисающие парами. Гроздья выглядят очень эффектно, поскольку плоды на дереве созревают неравномерно: желтовато-зелёная, ярко-красная и фиолетово-чёрная стадии присутствуют одновременно. Кожица плода тонкая и жёсткая, при повреждении обильно выделяет ярко-красный сок, оставляющий трудносмываемую фиолетовую краску на одежде и коже человека.
Внутри плода находится белая мякоть с бесцветным соком и одной крупной косточкой. Недозрелые плоды очень кислые, при созревании становятся сладковатыми.

## Распространение
Бигнай встречается как в диком виде, так и в культуре в Индии, на Шри-Ланке, в Северной Австралии, Малайзии, Индонезии, странах Индокитая и на Филиппинах.

## Использование
Плоды бигная съедобны в необработанном виде. Они также используются для получения джемов и желе, сбраживаются для получения спиртных напитков, тушатся с рисом.